# Cenozoïcum
| Eon          | Eratheem Era | Systeem Periode | Serie Tijdvak | Tijd geleden (Ma) |
| ------------ | ------------ | --------------- | ------------- | ----------------- |
| Fanerozoïcum | Cenozoïcum   | Kwartair        | Holoceen      | 0,0117 - heden    |
| Fanerozoïcum | Cenozoïcum   | Kwartair        | Pleistoceen   | 2,58 - 0,0117     |
| Fanerozoïcum | Cenozoïcum   | Neogeen         | Plioceen      | 5,333 - 2,58      |
| Fanerozoïcum | Cenozoïcum   | Neogeen         | Mioceen       | 23,03 - 5,333     |
| Fanerozoïcum | Cenozoïcum   | Paleogeen       | Oligoceen     | 33,9 - 23,03      |
| Fanerozoïcum | Cenozoïcum   | Paleogeen       | Eoceen        | 56,0 - 33,9       |
| Fanerozoïcum | Cenozoïcum   | Paleogeen       | Paleoceen     | 66,0 - 56,0       |
| Fanerozoïcum | Mesozoïcum   | Krijt           | Laat          | ouder             |

Het Cenozoïcum is de laatste era uit de geologische geschiedenis tussen 66,0 miljoen jaar (Ma) geleden en nu. Het wordt onderverdeeld in de Systemen/Perioden en Series/Tijdvakken:
- Kwartair: (2,588 Ma - heden)
  - Holoceen (0,0117 Ma - heden)
  - Pleistoceen (2,588 Ma - 11,7 ka)
- Neogeen: (23,03 - 2,588 Ma)
  - Plioceen (5,333 - 2,588 Ma)
  - Mioceen (23,03 - 5,333 Ma)
- Paleogeen: (66,0 - 23,03 Ma)
  - Oligoceen (33,9 - 23,03 Ma)
  - Eoceen (56,0 - 33,9 Ma)
  - Paleoceen (66,0 - 56,0 Ma)

De benaming Cenozoïcum is afgeleid van twee Oudgriekse woorden, καινός (kainos, nieuw) en ζωή (zoè, leven) en betekent daarmee 'tijdperk van het nieuwe leven'.

## Begrippen
- Een oude onderverdeling van het Cenozoicum is die in Tertiair en Kwartair. Bij een vorige revisie van de geologische tijdschaal is het begrip 'Tertiair' verlaten en vervangen door Neogeen en Paleogeen. Ondanks deze verandering wordt het begrip Tertiair nog steeds zeer veel gebruikt.
- De era, voorafgaand aan het Cenozoïcum, heet het Mesozoïcum.